# مالزی دی مده
مالزی دی مده (به لاتین: Malësi e Madhe) یک شهرستان در آلبانی است که در شهرستان شکودر واقع شده‌است.